# Ihor Turczyn (sportowiec)
Ihor Jewdokymowycz Turczyn, ukr. Ігор Євдокимович Турчин (ur. 16 listopada 1936 w Sofijiwce, zm. 7 listopada w 1993 w Bukareszcie) – radziecki i ukraiński trener piłki ręcznej.
Jest jednym z najbardziej utytułowanych trenerów wszech czasów w piłce ręcznej. Ihor Turczyn był założycielem Spartaka Kijów, najbardziej utytułowanej kobiecej drużyny w historii piłki ręcznej: 13-krotny zdobywca Pucharu/Ligi Mistrzów. Zdobył także wiele medali z ZSRR, w tym dwa złote medale olimpijskie i światowe.
Ponad 20 lat po jego śmierci wspomnienia o Ihorze Turczynie zostały utrwalone w filmie „Wygrać wszystko”.
Zmarł w 1993 roku na boisku.

## Sukcesy klubowe
Puchar Mistrzów
- 1970, 1971, 1972, 1973, 1975, 1977, 1979, 1981, 1983, 1985, 1986, 1987, 1988

Mistrzostwa Ukrainy
- 1992